# Pierre Martyr Vermigli
Pietro Vermigli, dit Pierre Martyr Vermigli, en italien Pietro Martire Vermigli, en latin Petrus Martyr Vermillius, né le 8 septembre 1499 à Florence et mort le 12 novembre 1562 à Zurich, est un  théologien protestant italien.

## Biographie
Né à Florence, Pietro Vermigli est le fils d'Antonio Vermigli (fils de Stefano Vermigli selon l'historienne Christine Caldwell). Baptisé sous le nom de Piero Mariano, il changea son nom pour celui de « Pierre Martyr » quand il fut ordonné prêtre dans l'ordre des chanoines réguliers de saint Augustin. Éduqué dans le couvent de Fiesole, il fut transféré en 1519 dans celui de Padoue où il devint docteur en théologie vers 1527. Dès lors, il prêcha à Brescia, Pise, Venise et Rome et enseigna le grec et l'hébreu. Il fut élu en 1530 abbé du couvent des Augustins de Spolète, et en 1533 prieur de celui de Naples. 
C'est vers cette époque que, sous l'influence de Juan de Valdés, il lut les ouvrages de Martin Bucer et d'Ulrich Zwingli qui influencèrent sa doctrine, ce qui conduisit le vice-roi de Naples à l'interdire de prêche. Cette interdiction fut levée en appel à Rome, mais il fut transféré à Lucques en 1541 où il fit également l'objet de suspicions. Sommé de comparaître à Gênes devant un chapitre de son ordre, il s'enfuit à Pise en 1542, puis, accompagné de Bernardino Ochino, à Florence. Tandis que Ochino se réfugia à Genève, Pierre Martyr alla à Zurich, puis à Bâle et enfin à Strasbourg où, avec l'aide de Bucer, il fut nommé professeur de théologie et se maria.
Pierre Martyr et Ochino furent tous deux invités en Angleterre par l'archevêque Thomas Cranmer en 1547, et reçurent une pension du gouvernement. En 1548, Pierre Martyr fut nommé professeur à Oxford : il prit part en 1549 au grand débat sur l'Eucharistie où il s'éloigna de la doctrine luthérienne de la consubstantiation. Ses vues influencèrent grandement celles de Cranmer et de Ridley, et on a montré, depuis lors, sa contribution aux modifications portées au Livre de la prière commune en 1552.
À l'avènement de la reine catholique Marie Tudor, Pierre Martyr fut autorisé à retourner à Strasbourg, où il retrouva son poste de professeur de théologie, mais les controverses nées du fait qu'il avait abandonné le luthéranisme le poussèrent à accepter la chaire d'hébreu de l'université de Zurich, ville où il mourut.
En 1565, le gouvernement de la ville de Genève, par l'intermédiaire de Théodore de Bèze, fit l'acquisition de la bibliothèque personnelle de Pierre Martyr Vermigli et la dépose à la Bibliothèque de l'Académie, renommée en 2013 la Bibliothèque de Genève.